# محمدو بوهاری
محمدو بوهاری (به انگلیسی: Muhammadu Buhari) (۱۷ دسامبر ۱۹۴۲ – ۱۳ ژوئیه ۲۰۲۵) یک سیاستمدار نیجریه‌ای بود که از مه ۲۰۱۵ تا مه ۲۰۲۳ به عنوان پانزدهمین رئیس‌جمهور نیجریه و از نوامبر ۲۰۱۵ تا مه ۲۰۲۳ به عنوان وزیر منابع نفت فدرال این کشور خدمت می‌کرد. او همچنین از دسامبر ۱۹۸۳ تا اوت ۱۹۸۵ به عنوان هفتمین رئیس‌جمهور این کشور فعالیت می‌کرده است. بوهاری، سرلشکر بازنشستهٔ ارتش نیجریه بود.
محمدو بوهاری در انتخابات سال ۲۰۱۵ رئیس‌جمهور وقت، گودلاک جاناتان را شکست داد. وی در انتخابات ریاست‌جمهوری نیجریه براساس شمارش رسمی آرا با بیش از ۵۳ درصد پیروز انتخابات اعلام شد. حزب بوهاری به نام «همه ترقی‌خواهان»، پیش از اعلام نتایج انتخابات، خود را پیروز این انتخابات دانسته‌بود. این اولین بار در تاریخ نیجریه است که یک حزب مخالف به شکل دمکراتیک حزب حاکم را برکنار کرده و حکومت را به دست گرفته است. او از ۱۹۸۳ تا ۱۹۸۵ در پی یک کودتای‌نظامی رئیس دولت نیجریه بود. بوهاری، پیش‌تر فرمانده نظامی بود و «دیکتاتور نظامی» خوانده می‌شود. محمدو بوهاری در انتخابات ریاست جمهوری سال ۲۰۱۹ نیجریه نیز پیروز شد.
محمدو بوهاری در ۱۳ ژوئیه ۲۰۲۵، در سن ۸۲ سالگی در بیمارستانی در لندن درگذشت.

## ریاست‌جمهوری

### اقتصاد
بوهاری به دلیل شخصیت ظاهراً فسادناپذیرش، انتخاب جذابی برای بسیاری از نیجریه‌ای‌ها بود. با این حال، پس از به قدرت رسیدن، بوهاری که پیش از این در سه انتخابات قبلی حامیان خود را بسیج کرده بود، در نشان دادن اراده خود برای حل مشکلاتی که در مبارزات انتخاباتی‌اش مطرح کرده بود، کند عمل کرد. تصمیم‌گیری برای آغاز برنامه‌های سیاست داخلی او، مانند معرفی مقامات کابینه، شش ماه به طول انجامید، در حالی که تصویب بودجه‌های ۲۰۱۶ و ۲۰۱۷ به دلیل اختلافات داخلی به تأخیر افتاد. در اولین سال ریاست‌جمهوری بوهاری، نیجریه با کاهش قیمت کالاها مواجه شد که رکود اقتصادی را به دنبال داشت. بوهاری برای تأمین منابع مالی برای جبران کسری درآمد و تأمین بودجه سرمایه‌ای انبساطی، به ۲۰ کشور سفر کرد تا وام بگیرد، که این امر تخصیص بودجه انبساطی برای تأمین مالی زیرساخت‌ها را به تعویق انداخت.
در سال اول دولت بوهاری، نایرا، واحد پول نیجریه، در بازار سیاه دچار کاهش ارزش شد که شکاف بزرگی بین نرخ ارز رسمی و نرخ بازار سیاه ایجاد کرد. کمبود ناشی از ارز خارجی، به کسب‌وکارهای مختلف از جمله بازاریابان نفت ضربه زد. با این حال، این شکاف بین نرخ‌های رسمی و نرخ‌های بازار سیاه، فرصتی را برای افراد دارای ارتباطات قوی برای درگیر شدن در آربیتراژ (کسب سود از تفاوت قیمت)، فراهم کرد که تصویر ضدفساد رئیس‌جمهور را زیر سؤال برد. در می ۲۰۱۶، دولت افزایش قیمت رسمی پمپ بنزین را برای مهار کمبود این کالا به دلیل کمبود ارز خارجی اعلام کرد.
در سال ۲۰۱۶، اقتصاد کشور ۱٫۶ درصد کاهش یافت و در سال ۲۰۱۷ رشد اقتصادی سرانه ناچیز پیش‌بینی شد. دوره اول ریاست بوهاری نیز با کاهش قیمت نفت همزمان بود، مشابه دوره دوم او، اما دولت او تلاش جدی برای تنوع بخشیدن به منابع هزینه‌های دولتی نشان نداد. بودجه ۲۰۱۸ نشان‌دهنده یک سیاست مالی انبساطی با اختصاص بودجه به پروژه‌های زیرساختی مانند جاده‌های استراتژیک، پل‌ها و نیروگاه‌ها بود. از زمان بهبود رشد اقتصادی از رکود سال ۲۰۱۶، سرعت کند بهبود، کشور را از بسیاری از همسایگان قاره‌ای خود در رشد تولید ناخالص داخلی عقب انداخته است. سطوح بیکاری بالا باقی مانده و هرگونه تلاش برای افزایش درآمدهای غیرنفتی بهبود نیافته است، در حالی که کسری بودجه دولت شامل بخش قابل توجهی از بودجه سالانه آن به خدمات بدهی اختصاص دارد.
بوهاری با حمایت رئیس بانک مرکزی، سیاست‌هایی را برای بهبود تولیدات کشاورزی از طریق لابی با بانک‌های خصوصی برای وام‌دهی به این بخش و محدودیت ارز خارجی با نرخ‌های رسمی برای واردات محصولات غذایی که به صورت محلی کشت می‌شوند، آغاز کرد. در دوره دوم ریاست‌جمهوری او، وزیر بودجه، اودو اودوما، و وزیر تجارت، انمالا، که هر دو طرفدار آزادسازی اقتصادی بودند، به سمت خود بازگردانده نشدند. دولت به عملیات نرخ ارز انعطاف‌پذیر در دوره دوم خود ادامه داد، با وجود انتقاداتی که به رژیم نرخ ارز به دلیل آسیب‌پذیری در برابر سوءاستفاده‌های آربیتراژ و "round-tripping" توسط نزدیکان دولت اشاره می‌کردند.

### بهداشت
در ماه مه ۲۰۱۶، بوهاری یک سفر دو روزه به لاگوس برای افتتاح پروژه‌ها در این ایالت را لغو کرد و معاون رئیس‌جمهور، یمی اوسیبانجو، به جای او حضور یافت. دلیل این لغو، «عفونت گوش» مشکوک به بیماری منییر اعلام شد. این اتفاق تنها چند روز پس از آن رخ داد که فمی آدسینا، سخنگوی ریاست‌جمهوری، اعلام کرده بود بوهاری «در سلامت کامل» است، که این اظهارات با نارضایتی و انتقادات شدید از سوی تحلیلگران سیاسی و مردم مواجه شد. در ۶ ژوئن همان سال، بوهاری برای دریافت مراقبت‌های پزشکی به بریتانیا سفر کرد.
در فوریه ۲۰۱۷، پس از آنچه «معاینات پزشکی معمول» در بریتانیا توصیف شد، بوهاری از پارلمان خواست تا مرخصی پزشکی او را برای انتظار نتایج آزمایش‌ها تمدید کند. دفتر او هیچ جزئیات بیشتری در مورد وضعیت سلامتی یا تاریخ بازگشت مورد انتظار او ارائه نکرد. در ۸ فوریه، رئیس‌جمهور بوهاری شخصاً نامه‌ای را به رئیس سنای نیجریه امضا کرد و او را از تمدید بیشتر مرخصی سالانه خود مطلع ساخت و معاون رئیس‌جمهور را مسئول امور کشور قرار داد. پس از ۵۱ روز غیبت از دفتر کار، رئیس‌جمهور بوهاری در صبح روز ۱۰ مارس به نیجریه بازگشت و در فرودگاه کادونا به زمین نشست.
اگرچه اطلاعات در طول اقامت او در لندن محدود بود، اما در ۹ مارس تصویری از او در حال ملاقات با عالی‌ترین روحانی جماعت انگلیکن جهان، اسقف اعظم کانتربری، جاستین ولبی، منتشر شد. معاون رئیس‌جمهور، یمی اوسیبانجو، به عنوان رئیس‌جمهور موقت مسئولیت را بر عهده داشت، در حالی که رئیس‌جمهور در آبوجا به بهبود خود ادامه می‌داد. تنها دو ماه پس از بازگشت به دفتر کار از انگلستان، رئیس‌جمهور چندین حضور رسمی و عمومی مهم را از دست داد. در آخرین مورد، او در جلسه شورای اجرایی فدرال (FEC) و رویداد روز کارگر که در اول ماه مه ۲۰۱۷ در میدان ایگل آبوجا برگزار شد، غایب بود.
گمانه‌زنی‌ها در مورد وضعیت سلامتی رئیس‌جمهور در روزهای پس از تمایل بوهاری به «کار از خانه» در فضای عمومی منتشر شد. برخی از شخصیت‌های برجسته نیجریه‌ای از رئیس‌جمهور خواستند تا یک مرخصی پزشکی طولانی‌مدت بگیرد، با اشاره به عدم حضور او در هیچ‌گونه رویداد عمومی در طول یک دوره دو هفته‌ای.

## درگذشت
محمدو بوهاری، رئیس‌جمهور سابق نیجریه، که پس از ترک سمت خود در سال ۲۰۲۳ تا حد زیادی از زندگی عمومی کناره‌گیری کرده بود، در هفته‌های پیش از فوتش برای درمان پزشکی به لندن سفر کرده بود. او در یک بیمارستان بریتانیایی تحت مراقبت بود و وضعیت او به عنوان یک بیماری طولانی‌مدت توصیف شد. در طول دوران ریاست‌جمهوری خود، بوهاری چندین بار به دلیل مرخصی‌های پزشکی طولانی‌مدت در لندن، با انتقادات داخلی و نگرانی‌هایی در مورد شفافیت مواجه شده بود. او در تاریخ ۱۳ ژوئیه ۲۰۲۵ در ساعت ۴:۳۰ بعد از ظهر (۱۵:۳۰ به وقت جهانی) در کلینیکی در لندن درگذشت. وی در هنگام فوت ۸۲ سال داشت.
در ۱۴ جولای، کشیم شتیما، معاون رئیس‌جمهور نیجریه، برای ملاقات با بیوه و فرزندان بوهاری به لندن رسید و هیئتی از مقامات نیجریه‌ای را برای بازگرداندن پیکر او به نیجریه رهبری کرد. مراسم تدفین پس از مشورت با خانواده بوهاری یک روز به تأخیر افتاد. کمیته‌ای به رهبری جورج آکومه برای برگزاری یک «تشییع جنازه دولتی» برای بوهاری تشکیل شد. در ۱۵ جولای ۲۰۲۵، پیکر بوهاری که در پرچم نیجریه پیچیده شده بود، با یک هواپیمای ریاست‌جمهوری نیجریه به این کشور منتقل شد و در فرودگاه بین‌المللی عمروا موسی یارآدوا در کاتسینا به زمین نشست. همان روز، پیکر او در خانه‌اش در داورا، ایالت کاتسینا، مطابق با اصول اسلامی به خاک سپرده شد. برای او یک مراسم تشییع جنازه و تدفین دولتی تلویزیونی برگزار شد که در آن رؤسای جمهور و سران دولت‌های فعلی و سابق از گینه‌بیسائو و نیجر نیز حضور داشتند.

### ادای احترام مقامات و شخصیت‌ها
پس از درگذشت بوهاری، بولا تینوبو، رئیس‌جمهور کنونی نیجریه، میراث او را پایدار و مهم برای مسیر دموکراتیک نیجریه توصیف کرد و هفت روز عزای عمومی اعلام کرد، با دستور اینکه پرچم ملی از ۱۳ جولای به مدت هفت روز نیمه‌افراشته بماند. تینوبو به معاون رئیس‌جمهور، کشیم شتیما، دستور داد تا برای بازگرداندن پیکر بوهاری به نیجریه برای تدفین مطابق با آیین اسلامی در زادگاهش داورا، ایالت کاتسینا، به بریتانیا سفر کند. نگوزی اوکونجو-ایوآلا، مدیرکل سازمان تجارت جهانی و وزیر دارایی سابق نیجریه، از درگذشت بوهاری ابراز تأسف عمیق کرد.
گودلاک جاناتان، رئیس‌جمهور سابق نیجریه، درگذشت بوهاری را یک ضایعه شخصی و ملی مهم توصیف کرد. او در پیام تسلیت خود، بوهاری را یک همکار محترم، رهبر شجاع و افسر منضبط نامید که میراث او از صداقت و خدمات به یادگار خواهد ماند. آمینا جی. محمد، معاون دبیرکل سازمان ملل متحد و وزیر محیط زیست سابق در دولت بوهاری (۲۰۱۵–۲۰۱۷)، خدمات خود در دولت او را تحت هدایت ارزش‌های نظم، فروتنی و میهن‌پرستی بوهاری توصیف کرد و برای آرامش ابدی او دعا کرد. نارندرا مودی، نخست‌وزیر هند، نیز ادای احترام کرد و اظهار داشت که «حکمت، گرمی و تعهد بی‌دریغ او به دوستی هند و نیجریه برجسته بود.» ابراهیم بابانگیدا، حاکم نظامی سابق که در سال ۱۹۸۵ بوهاری را در یک کودتا سرنگون کرد، نیز از بوهاری تمجید کرد و او را مردی عمیقاً معنوی و فروتن توصیف کرد و گفت: «شاید ما در مورد همه چیز با هم توافق نداشتیم — همان‌طور که برادران اغلب اینطور نیستند — اما من هرگز یک لحظه هم به صداقت یا میهن‌پرستی او شک نکردم.»